# NGC 4379
NGC 4379 este o galaxie lenticulară situată în constelația Părul Berenicei. A fost descoperită în 21 martie 1784 de către William Herschel. Se află la o distanță de 14,86 megaparseci de Pământ.